# Ciudad metropolitana de Nápoles
La ciudad metropolitana de Nápoles (en italiano, città metropolitana di Napoli) es un ente local italiano de la región de Campania, en el sur del país. Su capital es la ciudad de Nápoles. El 1 de enero de 2015 reemplazó a la provincia de Nápoles.
Actualmente cuenta con una población de 3 107 006 habitantes, y una densidad de 2653,29 hab/km². Ocupa un territorio de 1171 km², que limita al norte con las provincias de Caserta y Benevento, al este con la provincia de Avellino, al sur con la provincia de Salerno y al oeste con el mar Tirreno. La Ciudad metropolitana se extiende por una estrecha llanura costera salpicada por acantilados y cubierta por estribaciones montañosas apeninas y formaciones volcánicas entre las que destaca el Vesubio, volcán sobre el que se asientan poblaciones con importantes restos romanos, como Pompeya y Herculano, destruidas en el 79 por una erupción.
De clima mediterráneo con precipitaciones bastante copiosas pero concentradas (Nápoles: 881 mm. anuales), destacan los cultivos mediterráneos (trigo, vid, olivo, cítricos). La industria se concentra en Nápoles y sus poblaciones más próximas; otros sectores de actividad económica son los servicios públicos y la Administración Pública, que emplean a casi un tercio de la población activa, el comercio, los transportes, la construcción, los servicios financieros, bancarios e inmobiliarios, la agricultura y el turismo.

## Historia

### Desde la prehistoria al Imperio romano

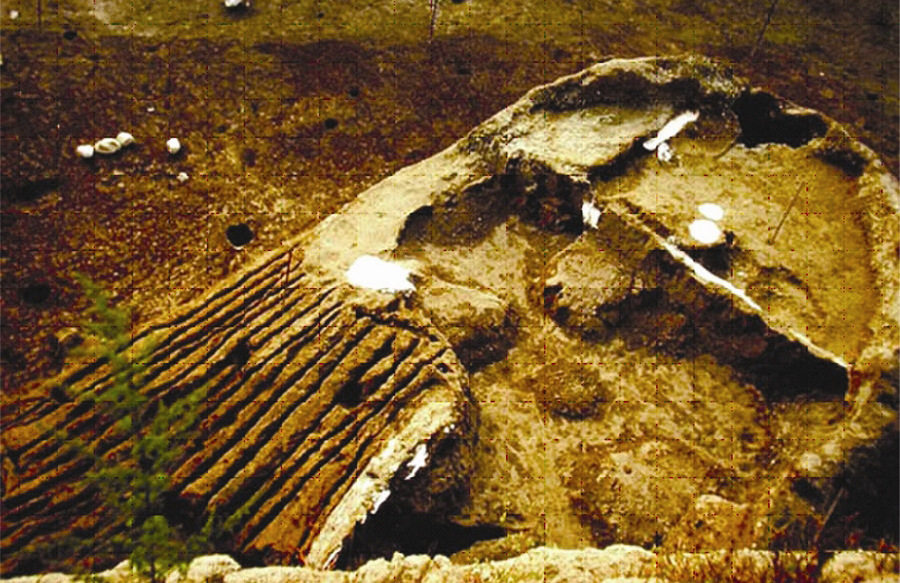
Asentamiento de la Edad del Bronce en Nola.

Como demuestran los hallazgos arqueológicos, el área de la actual Ciudad metropolitana de Nápoles ya estuvo habitada en época protohistórica. En la localidad de Longola, en el municipio de Poggiomarino, se han descubierto los restos de una aldea prehistórica (ca. 2000 a. C.) construida con una red de islotes artificiales asentados sobre palafitos y sostenidos por sólidos troncos de roble plantados en el fondo pantanoso. Otros hallazgos de época prehistórica son un asentamiento micénico y de la Edad del Bronce en el islote de Vivara y una aldea protohistórica en Nola, donde se descubrió una amplia gama de cerámicas y otros artefactos de la Edad del Bronce.
En la época prerromana, el territorio fue poblado por los oscos; posteriormente, en la costa fue dominado por los etruscos y más tarde colonizado por los griegos, quienes se instalaron en la isla de Isquia y en el litoral de los Campos Flégreos, fundando las colonias más septentrionales (siglo VIII a. C.): Pitecusas (Πιθηκούσσαι) y Kume (Κύμη).
En la época clásica, formó parte de la Regio I Latium et Campania, albergando importantes ciudades como, entre otras, Pompeii, Herculaneum, Cumae, Misenum, Puteoli, Neapolis, Nola y Liternum.

### Edad Media y Edad Moderna

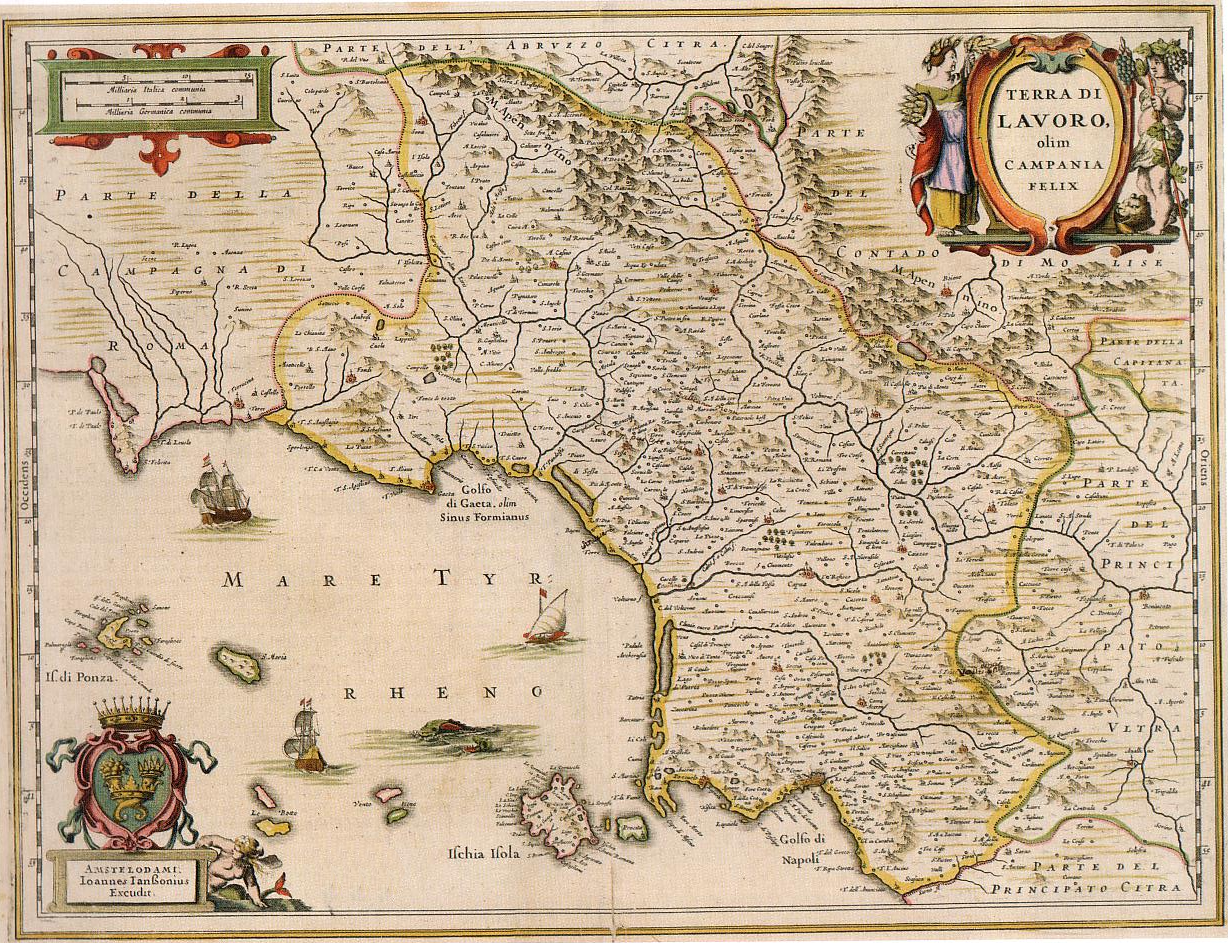
Mapa de la Terra di Lavoro,.

Tras la caída del Imperio romano de Occidente, el territorio perteneció al Imperio bizantino. En el siglo VI fue fundado el Ducado bizantino de Nápoles, que se dividía en cinco distritos: Territorium Plagiense, Territorium Puteolanum, Ager Neapolitanum, Territorium Nolanum y Liburia; estos últimos dos fueron objeto de disputa con el Ducado longobardo de Benevento. La llegada del dominio normando de Roger II de Sicilia causó el fin del Ducado de Nápoles y el territorio formó parte de la amplia región histórico-geográfica llamada Terra di Lavoro (en español, "Tierra de Trabajo"), que fue dominada sucesivamente por los suabos, los angevinos y los aragoneses.
Según los términos acordados en el tratado de Granada de 1500, el Reino de Nápoles fue dividido entre Luis XII de Francia y Fernando II de Aragón, siendo la provincia napolitana asignada al rey francés; eso hasta cuando, en enero de 1504, los franceses se retiraron hacia el norte, cediendo la totalidad del Reino de Nápoles a Aragón mediante el tratado de Lyon. Comenzó así el periodo de dominación española (desde 1505 a 1704), y Nápoles se convirtió en la capital del Virreinato. Después de un breve interludio de veintisiete años como virreinato hasbúrgico del Sacro Imperio Romano Germánico, en 1734 el reino fue conquistado por la armada española, durante la guerra de sucesión polaca. El Reino de Nápoles fue reconocido como independiente bajo una rama menor de los Borbones de España, dando inicio a la Casa de Borbón de Nápoles.

### La institución de la Provincia de Nápoles
Por fin, bajo el dominio napoleónico, el rey José Bonaparte instituyó oficialmente la Provincia de Nápoles en el año 1806. Con la Ley 132, de 8 de agosto de 1806, sobre la división y administración de las provincias del Reino, reformó el desglose territorial del Reino de Nápoles con arreglo al modelo francés. La disposición normativa establecía la subdivisión de la Provincia (unidad administrativa de primer nivel) en tres distretti (unidades administrativas de segundo nivel): Nápoles, Pozzuoli y Castellammare. Los distretti, a su vez, se dividían en circondari (unidades administrativas de tercer nivel).

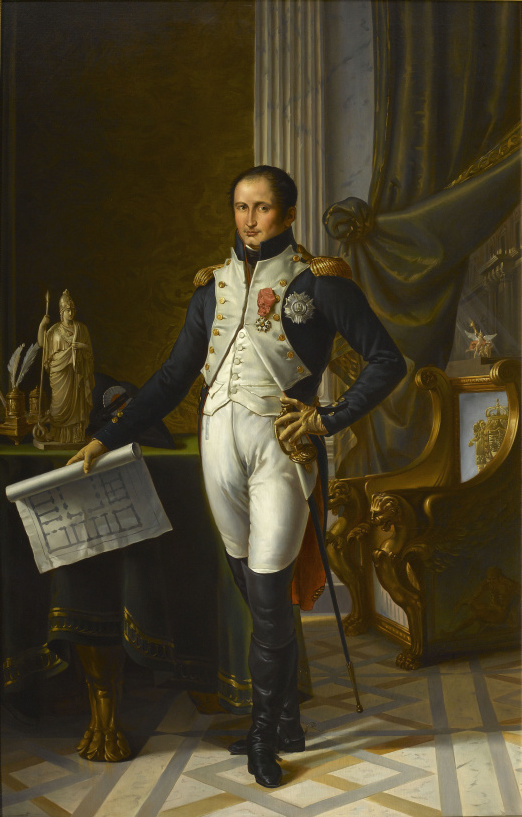
José Bonaparte, Rey de Nápoles. Con su reforma administrativa de 1806, se instituyó la Provincia de Nápoles.

En los años siguientes (entre 1806 y 1811), una serie de decretos reales completó el proceso de institución de la nueva Provincia, especificando los municipios incluidos, la definición de los límites territoriales y los nombres de los varios distretti y circondari. En 1809, el nuevo rey de Nápoles Joaquín Murat añadió un cuarto distretto, el de Casoria. La organización admnistrativa de la Provincia fue regulada definitivamente el 1 de enero de 1817. Tras la Unificación de Italia, en el Reino de Italia los cuatro distretti fueron suprimidos y reemplazados por cuatro circondari.
Esencialmente, la nueva Provincia de Nápoles se constituyó por desplazamiento de Nápoles y otros municipios de la provincia de Terra di Lavoro, a los cuales, en los años sucesivos, fueron añadidos Gragnano, Lettere, Pimonte y Casole, que pertenecían al Principato Citra (antigua provincia cuya capital era Salerno). En 1808, se devolvió el municipio de Ottajano a la Terra di Lavoro, pero sucesivamente este fue incorporado otra vez a la Provincia de Nápoles.
Se definieron los límites de la Provincia: el límite representado por el Mar Tirreno iba desde Punta Campanella al Lago de Patria; el límite sur y oriental, empezando por la misma Punta Campanella, cortaba en dos la Península Sorrentina y cubría toda el área vesubiana; desde el este al norte, la Provincia comprendía los territorios de Pomigliano d'Arco, Caivano, Sant'Antimo y Giugliano, hasta llegar otra vez al Lago Patria.
Este perímetro se mantuvo hasta 1927, cuando, durante la época fascista, se incorporó gran parte de la provincia de Terra di Lavoro, incluidas las islas Pontinas. En 1945, con el fin de la Segunda Guerra Mundial y la caída del fascismo, el gobierno de Bonomi instituyó la Provincia de Caserta, que incluyó casi todo el territorio de la Terra di Lavoro incorporado a la Provincia de Nápoles por el fascismo (salvo los distritos de Nola y Acerra, que quedaron en la provincia napolitana, y las islas Pontinas, ya incorporadas a la provincia de Littoria —hoy provincia de Latina— en 1937).

### El nacimiento de la Ciudad metropolitana de Nápoles

Las seis macro-áreas de la Ciudad metropolitana de Nápoles.

El 1 de enero de 2015 la Provincia de Nápoles fue reemplazada por la Ciudad metropolitana de Nápoles, con arreglo a la Ley 142 de 8 de junio de 1990, a la reforma del art. 114 de la Constitución italiana, a la Ley 42 de 5 de mayo de 2009 sobre las autonomías locales y a la Ley 56 de 7 de abril de 2014. Su territorio coincide perfectamente con el de la suprimida Provincia de Nápoles. Los órganos de la nueva entidad son: el consejo metropolitano (formado por 24 concejales de los municipios metropolitanos), la conferencia metropolitana (formada por los alcaldes de todos los municipios metropolitanos) y el alcalde metropolitano  (actualmente, coincide con el alcalde de la ciudad de Nápoles). El 12 de octubre de 2014, tuvieron lugar las elecciones de segundo nivel de los 24 escaños del consejo metropolitano; el electorado está compuesto por los concejales de los municipios metropolitanos, cuyo número varía según la población de estos. El 11 de junio de 2015, fue votado y aprobado por el consejo y la conferencia metropolitana el estatuto de la entidad.
En el PTC (Plan territorial de coordinación) se indican seis macro-áreas de referencia: Nápoles, Nápoles Norte, Nápoles Noroeste, Nápoles Noreste, Área Vesubiana, Área Nolana, Área Flégrea, Península Sorrentina. El consejo metropolitano y la conferencia metropolitana tendrán que convertirlas en zonas territoriales homogéneneas.

## Símbolos

El "Corcel del Sol", símbolo de la Ciudad metropolitana de Nápoles.

En el escudo de la Ciudad metropolitana de Nápoles figura un caballo encabritado negro sobre fondo dorado. Se trata del Corsiero del Sole (en español: "Corcel del Sol"), una alegoría del espíritu indomable del pueblo napolitano desde el siglo XIII.
En el lugar donde hoy se sitúa la Basílica de Santa Restituta, actualmente incorporada a la Catedral, en tiempos antiguos se encontraba el Templo de Apolo, cuyos restos aún se pueden admirar en el ábside y en la nave. Cerca del Templo se levantaba una colosal estatua de bronce representando a un caballo encabritado; según las leyendas locales, fue esculpido por Virgilio con un hechizo y poseía el poder milagroso de curar los caballos enfermos. También se cuenta que cuando Conrado de Suabia conquistó la ciudad, hizo poner un bocado en la boca del caballo para aplacar el desenfreno del pueblo. Siendo objeto de estos rituales paganos, la estatua fue fundida en 1322 por orden del arzobispo Matteo Filomarino y su bronce se habría usado para realizar las campanas de la catedral.
El caballo apareció como símbolo identificativo de dos Sedili (consejos medievales de Nápoles): el Sedile de Capuana y el de Nilo. Posteriormente, el Corcel del Sol se convirtió en el símbolo del Reino de Nápoles y de la Provincia de Nápoles.

## Descripción física

### Clima

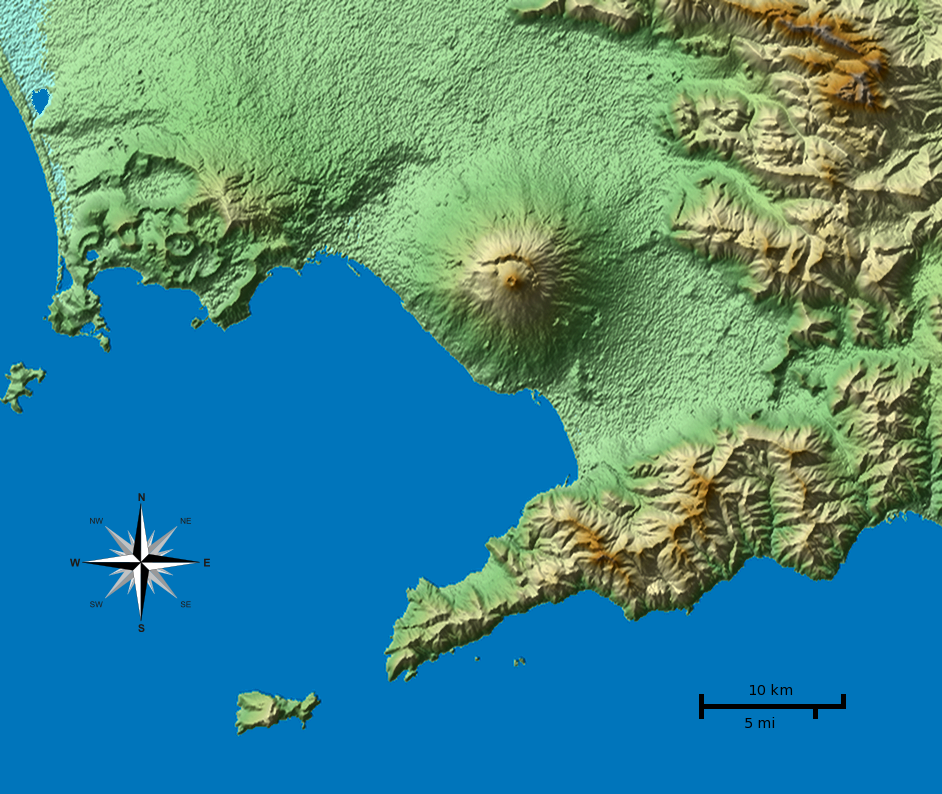
Mapa físico de la Ciudad metropolitana, donde se aprecian los golfos de Pozzuoli y Nápoles, los cráteres del área volcánica de los Campos Flégreos y las colinas napolitanas a noroeste, el archipiélago napolitano, la Llanura Campana a norte, el Monte Vesubio, la Península Sorrentina a sur y los Apeninos a este.

Debido a la cercanía al mar, el clima de Nápoles es, como la mayoría de las provincias bañadas por el mar Tirreno y del mar Mediterráneo, en general suave, con contenidas sacudidas entre el invierno y el verano. En invierno la temperatura media es de 8 °C (enero), en verano cerca 23 °C (julio). Las precipitaciones son de aproximadamente 1000 mm anules, las lluvias son concentradas al comienzo del período invernal, pero sin embargo, Nápoles es la segunda ciudad más soleada de Italia, después de la cercana Salerno. 
Las características principales del relieve son los golfos de Nápoles y Pozzuoli, las islas del archipiélago napolitano, el área volcánica de los Campos Flégreos, la Llanura Campana, la Península Sorrentina con los Montes Lattari y el volcán Vesubio, que domina con su mole el territorio de la Ciudad metropolitana.

### El Vesubio
El Vesuvio llega a los 1270 m de altura, y está a 40°49 de latitud norte y 14°26 de longitud este. Es un volcán activo de tipo de cono compuesto vesubiano, al que da nombre. Se caracteriza por alternar erupciones de piroclastos con erupciones de coladas lávicas, dando lugar a una superposición en estratos que hace que este tipo de volcanes alcance grandes dimensiones.

### El golfo
El golfo de Nápoles se encuentra en el mar Tirreno, que a su vez pertenece al mar Mediterráneo. Ocupa gran parte de la costa de la Ciudad metropolitana de Nápoles, incluyendo también el pequeño golfo de Pozzuoli, al norte. Como lugares a destacar encontramos la capital Nápoles, la antigua ciudad romana de Pompeya y el volcán Vesubio, situado al este del golfo. Al sur, está cerrado por la Península Sorrentina, cuya principal ciudad es Sorrento, que separa al golfo de Nápoles del golfo de Salerno.

## Demografía
En la Ciudad metropolitana de Nápoles habitan actualmente 3 107 006 personas, con una densidad de 2653,29 hab/km², en un total de 92 municipios (en italiano: comuni). Aunque ocupa sólo el 8,6 % del territorio de Campania, la Ciudad metropolitana alberga a más de la mitad de la población regional. Por eso una peculiar característica en muchos municipios napolitanos es la elevada densidad de población: 26 municipios superan los 30 000 habitantes, y de estos 12 tienen más de 50  000 residentes. 

### Municipios metropolitanos

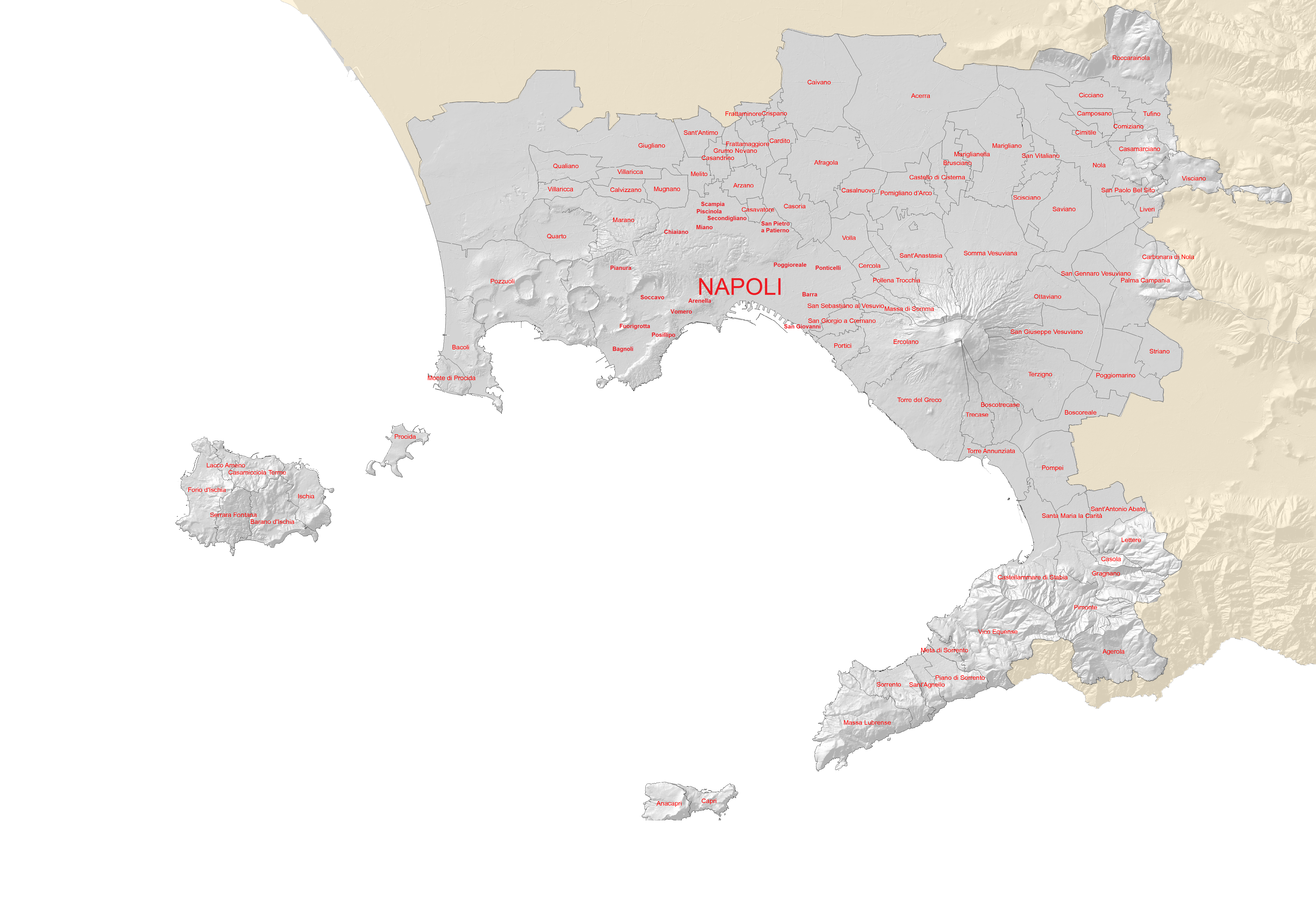
La división administrativa de la Ciudad metropolitana de Nápoles.

La Ciudad metropolitana consta de 92 municipios. La capital es Nápoles, que a su vez se divide en 10 municipalità.
| - Acerra - Afragola - Agerola - Anacapri - Arzano - Bacoli - Barano d'Ischia - Boscoreale - Boscotrecase - Brusciano - Caivano - Calvizzano - Camposano - Capri - Carbonara di Nola - Cardito - Casalnuovo di Napoli - Casamarciano - Casamicciola Terme - Casandrino - Casavatore - Casola di Napoli - Casoria | - Castellammare di Stabia - Castello di Cisterna - Cercola - Cicciano - Cimitile - Comiziano - Crispano - Ercolano - Forio - Frattamaggiore - Frattaminore - Giugliano de Campania - Gragnano - Grumo Nevano - Isquia - Lacco Ameno - Lettere - Liveri - Marano di Napoli - Mariglianella - Marigliano - Massa Lubrense - Massa di Somma | - Melito di Napoli - Meta - Monte di Procida - Mugnano di Napoli - Nápoles (capital) - Nola - Ottaviano - Palma Campania - Piano di Sorrento - Pimonte - Poggiomarino - Pollena Trocchia - Pomigliano d'Arco - Pompeya - Portici - Pozzuoli - Procida - Qualiano - Quarto - Roccarainola - San Gennaro Vesuviano - San Giorgio a Cremano - San Giuseppe Vesuviano | - San Paolo Bel Sito - San Sebastiano al Vesuvio - San Vitaliano - Sant'Agnello - Sant'Anastasia - Sant'Antimo - Sant'Antonio Abate - Santa Maria la Carità - Saviano - Scisciano - Serrara Fontana - Somma Vesuviana - Sorrento - Striano - Terzigno - Torre Annunziata - Torre del Greco - Trecase - Tufino - Vico Equense - Villaricca - Visciano - Volla |

### Municipios más poblados
Municipios de la Ciudad metropolitana con más de 50.000 habitantes:
| Comune                  | Población |
| ----------------------- | --------- |
| Nápoles                 | 908.082   |
| Giugliano de Campania   | 124.633   |
| Torre del Greco         | 79.294    |
| Pozzuoli                | 75.192    |
| Casoria                 | 73.491    |
| Castellammare di Stabia | 62.157    |
| Afragola                | 61.449    |
| Acerra                  | 58.535    |
| Marano di Napoli        | 57.639    |
| Portici                 | 51.351    |
| Ercolano                | 49.344    |

### Principales zonas turísticas
- la ciudad de Nápoles;
- los sitios arqueológicos de Pompeya, Herculano, Oplontis, Estabia, Cumas y Bayas;
- las islas de Isquia, Capri y Procida;
- la Península Sorrentina;
- el Vesubio y su Parque;
- los Campos Flégreos;
- las basílicas paleocristianas de Cimitile.
- las antiguas villas vesubianas del Miglio d'oro.

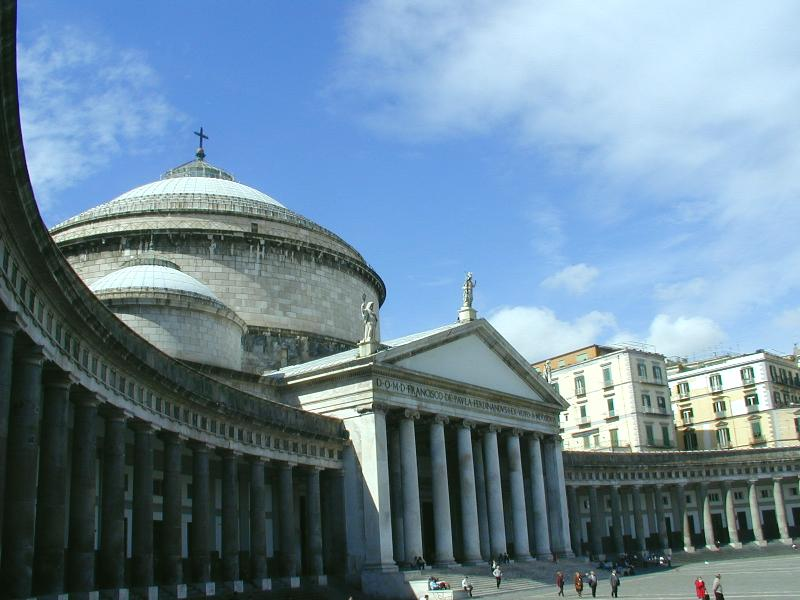
Nápoles
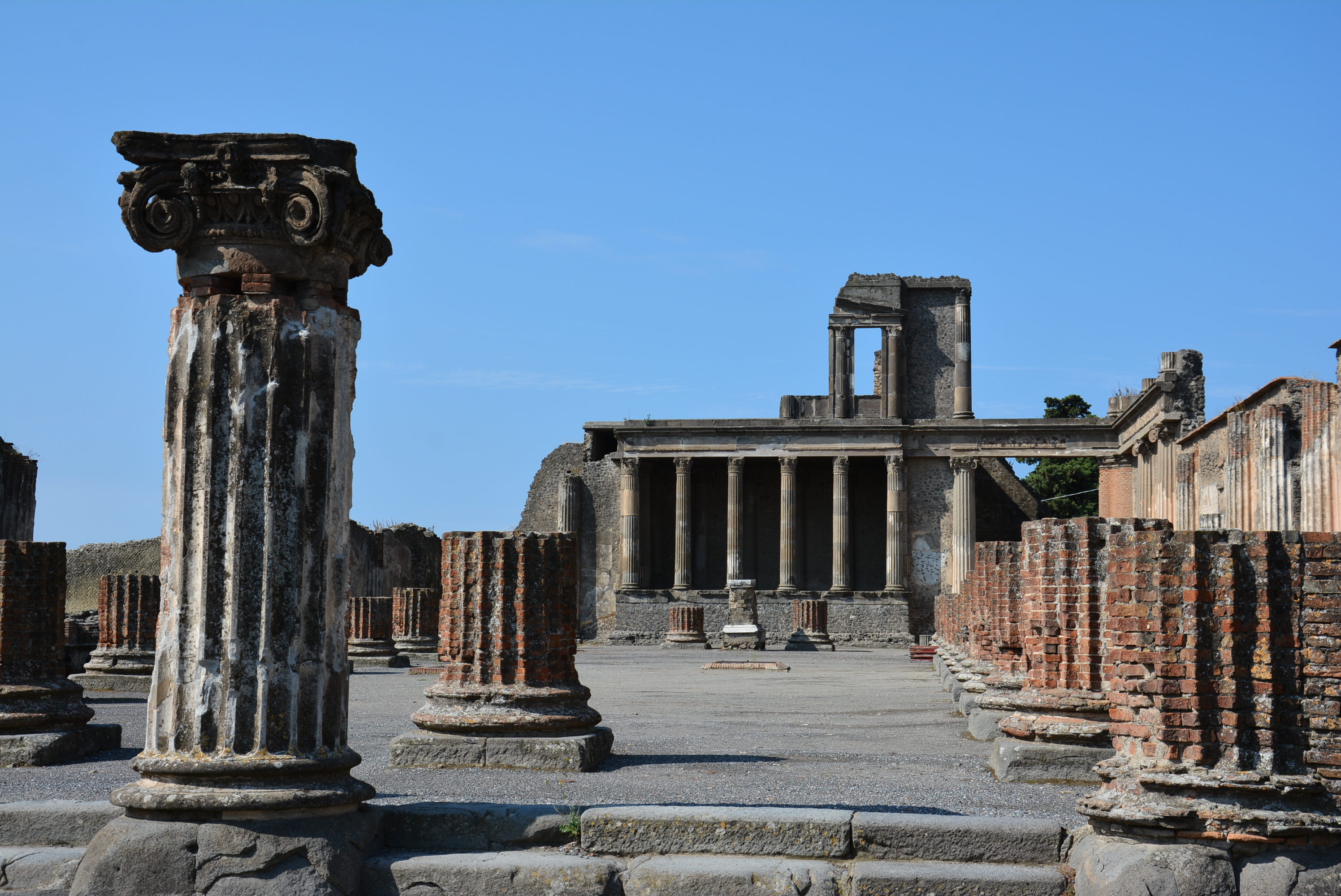
Pompeya
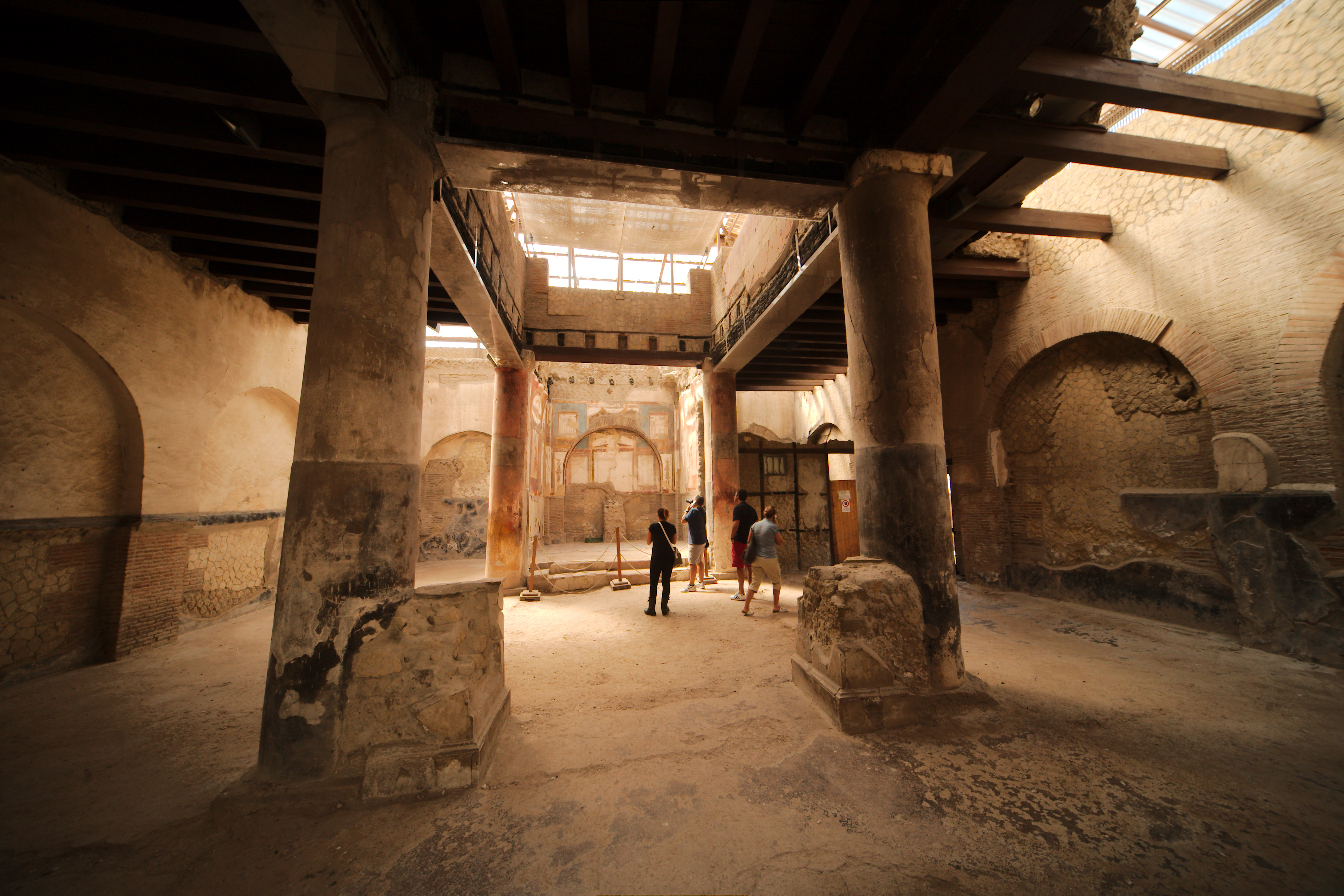
Herculano
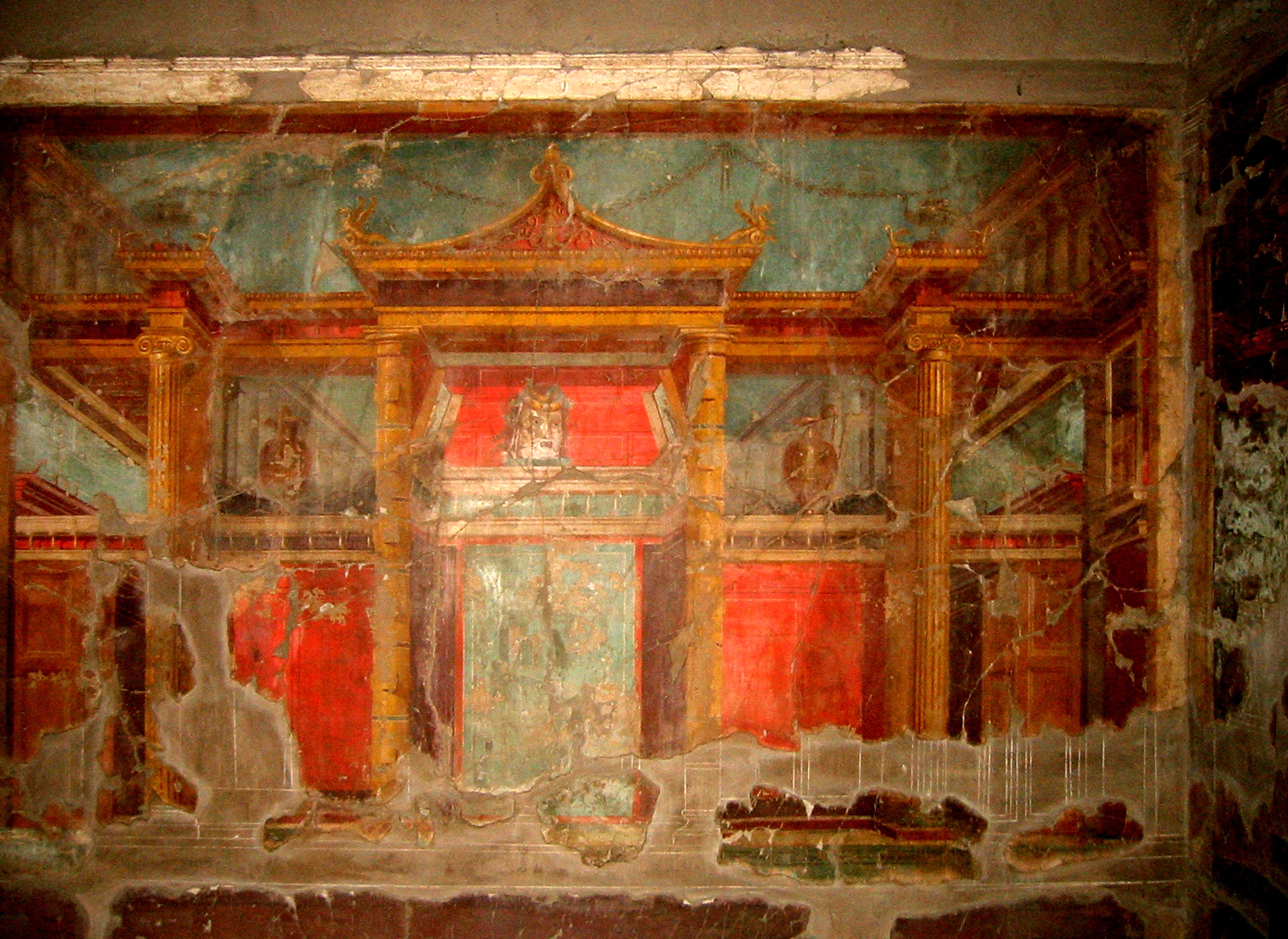
Oplontis
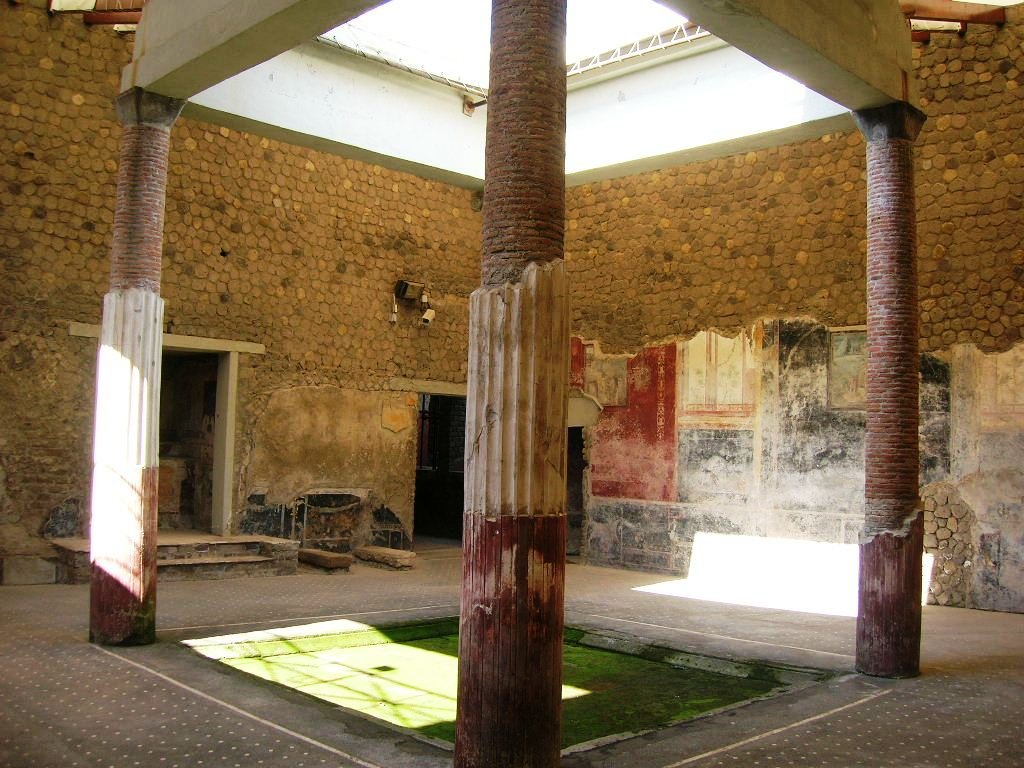
Estabia
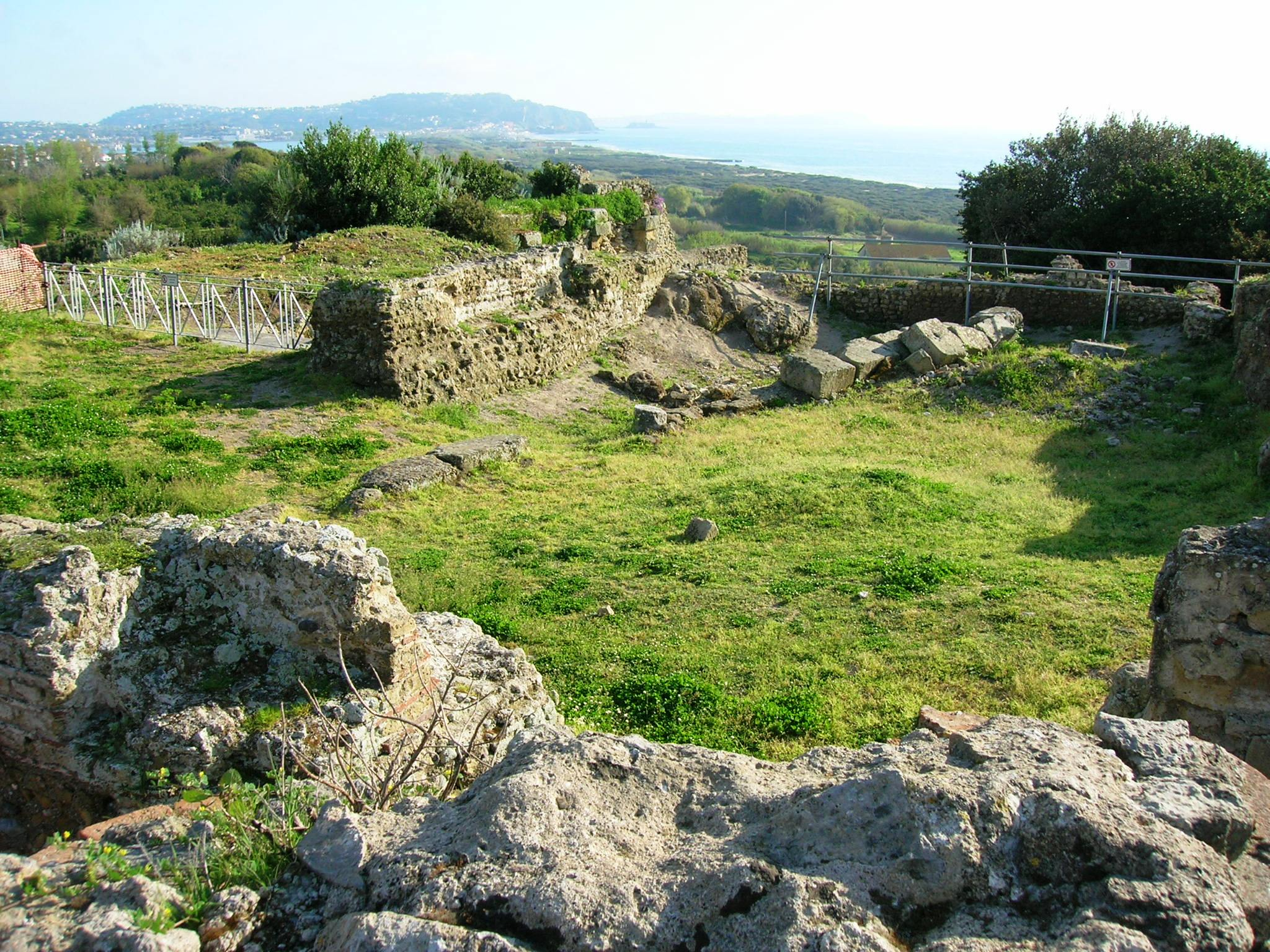
Cumas
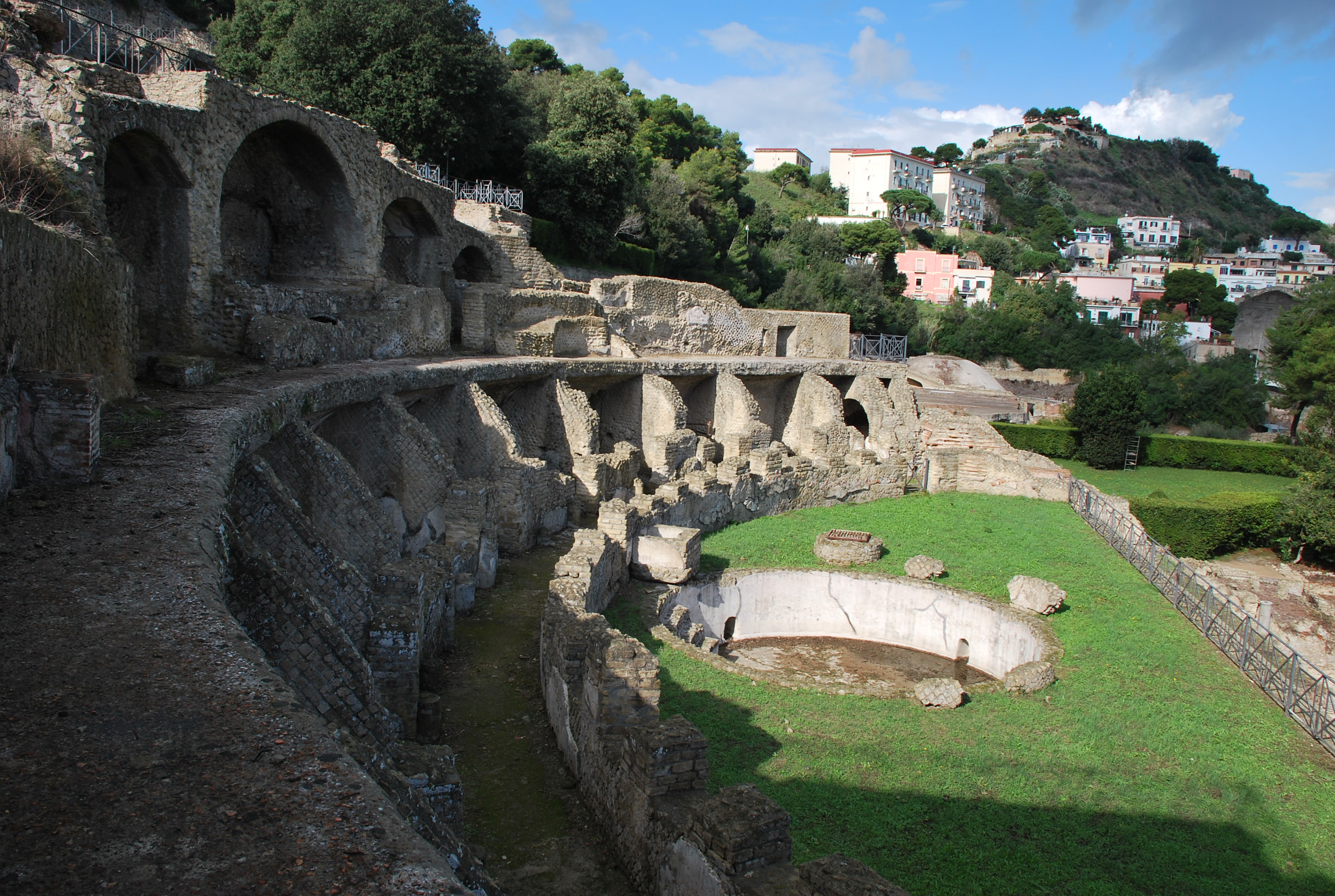
Bayas
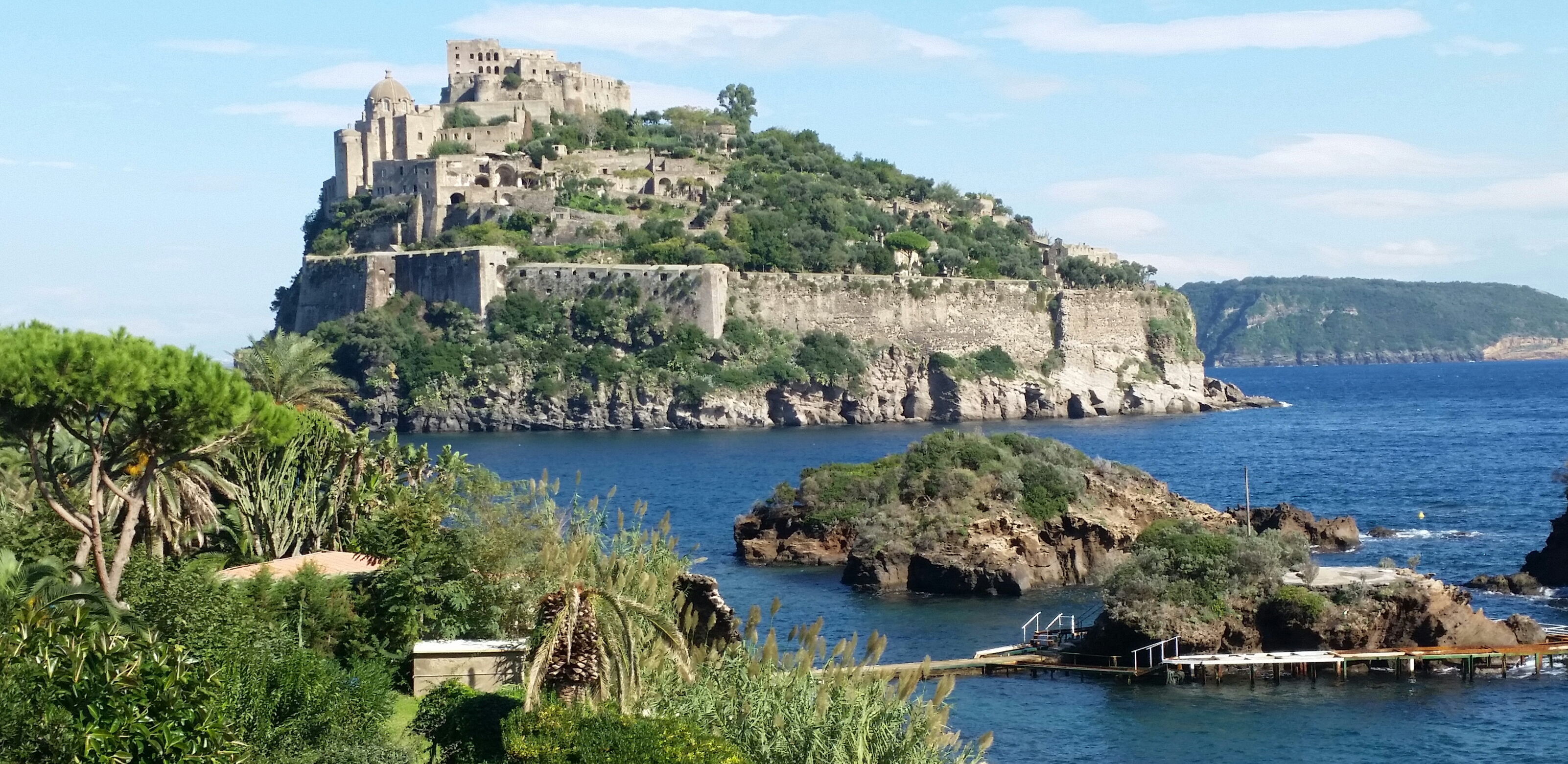
Isquia
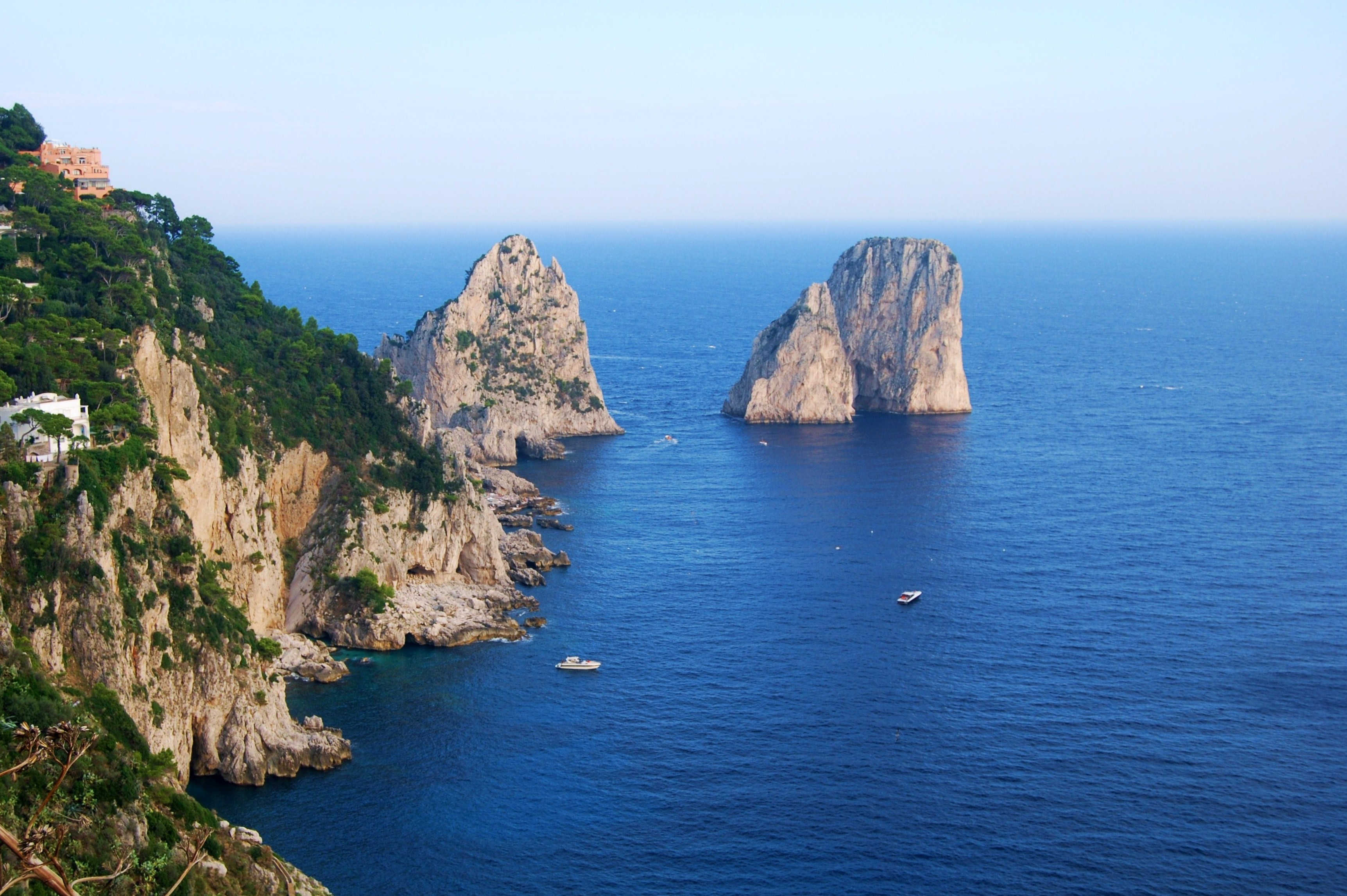
Capri
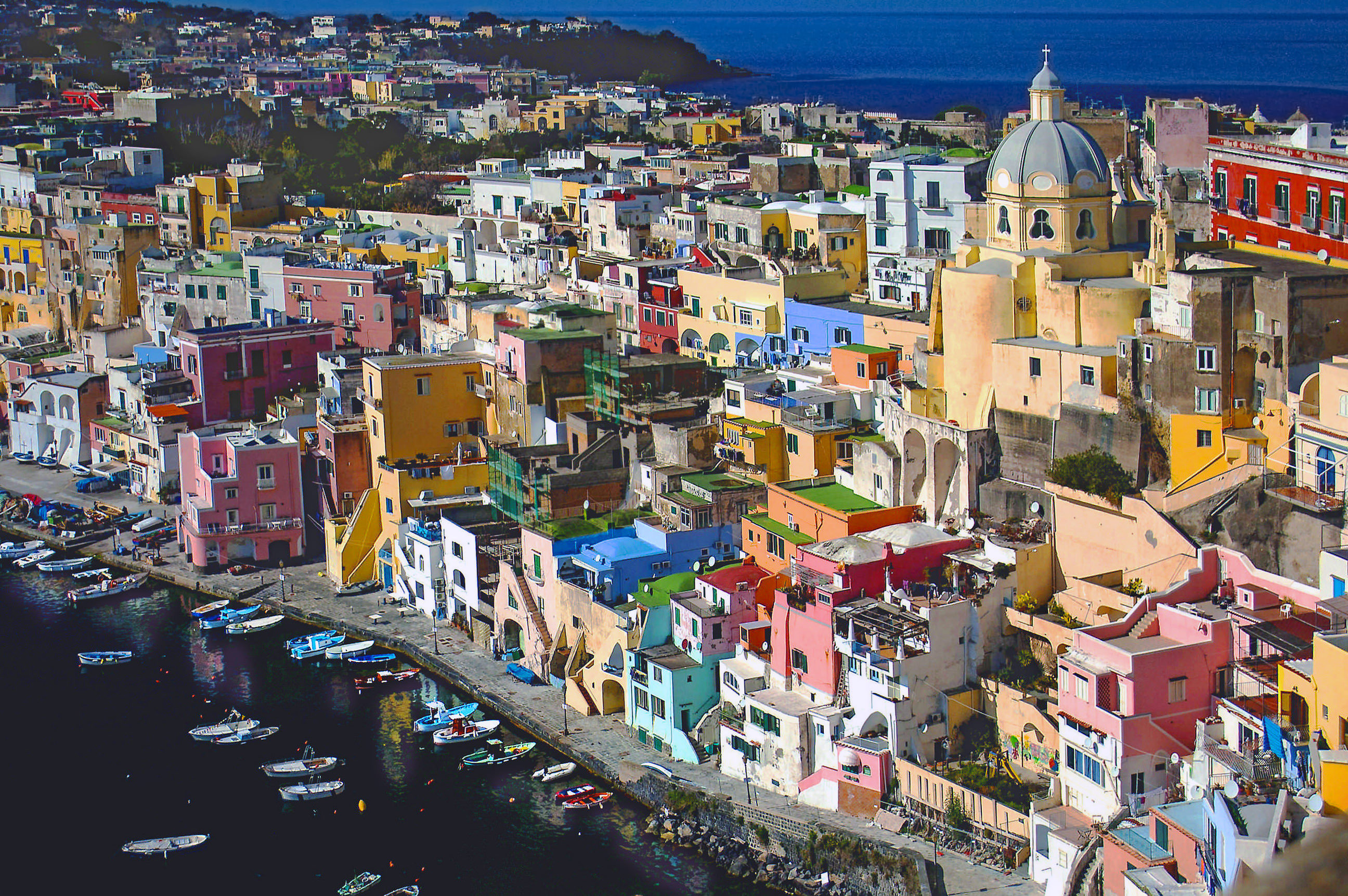
Procida
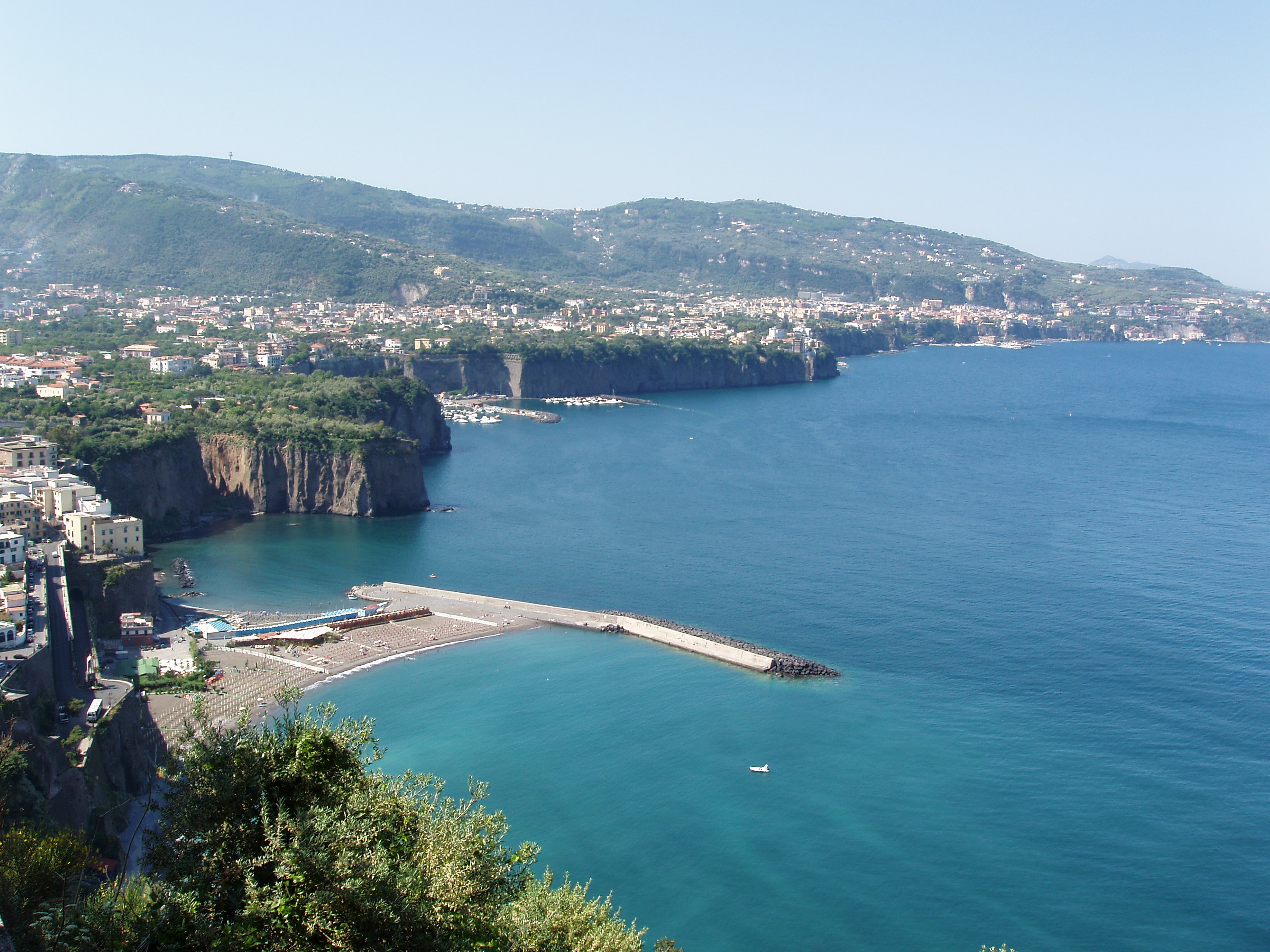
Península Sorrentina
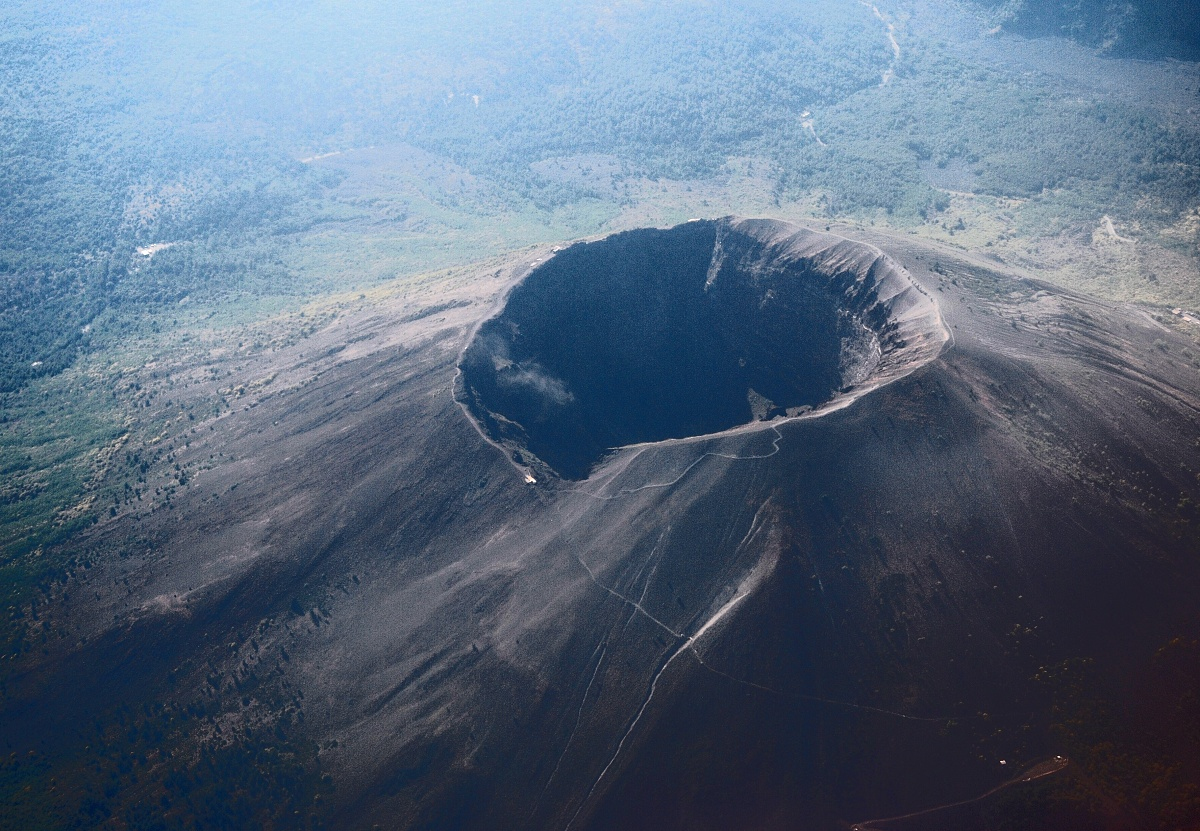
Vesubio
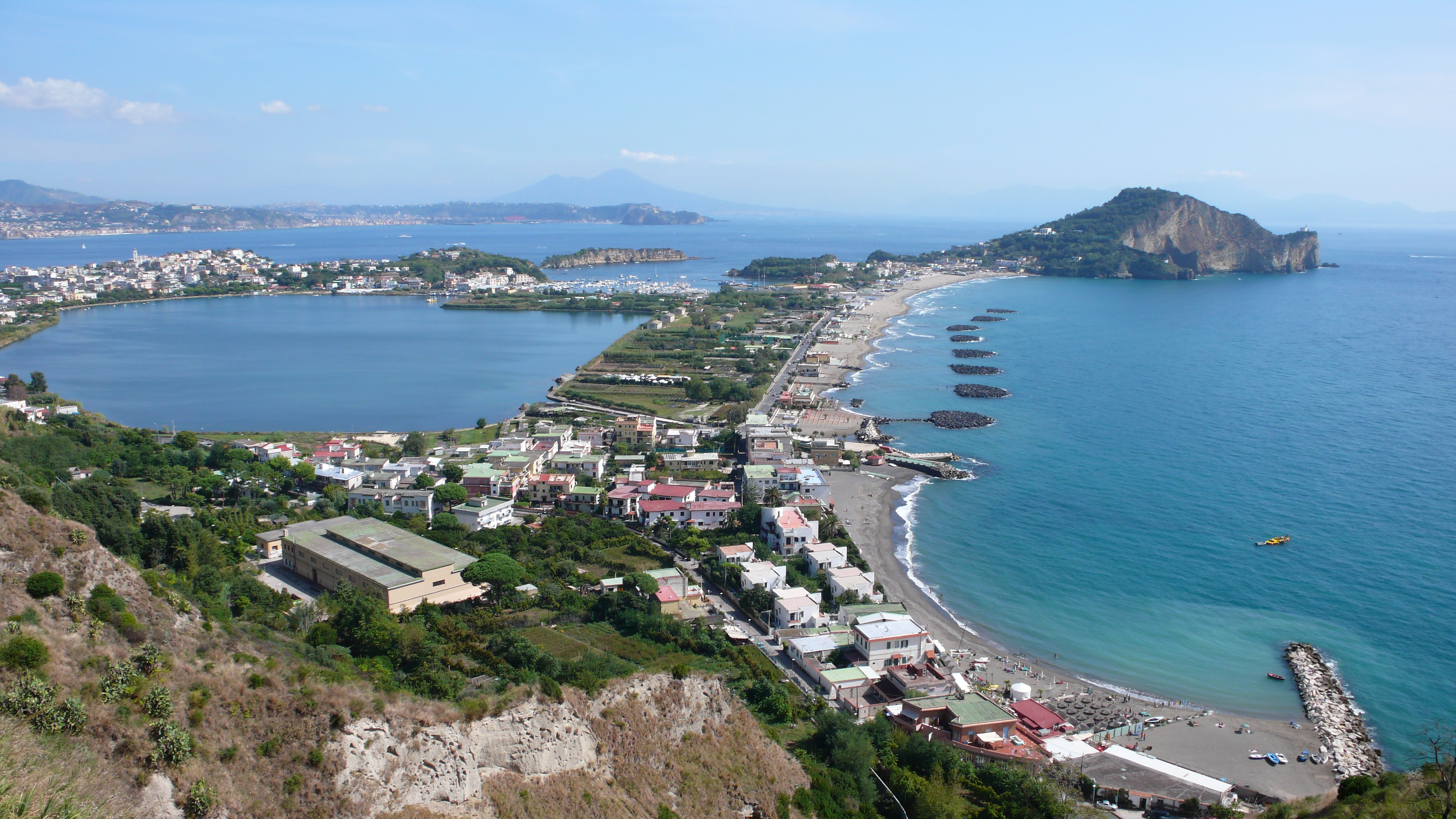
Campos Flégreos
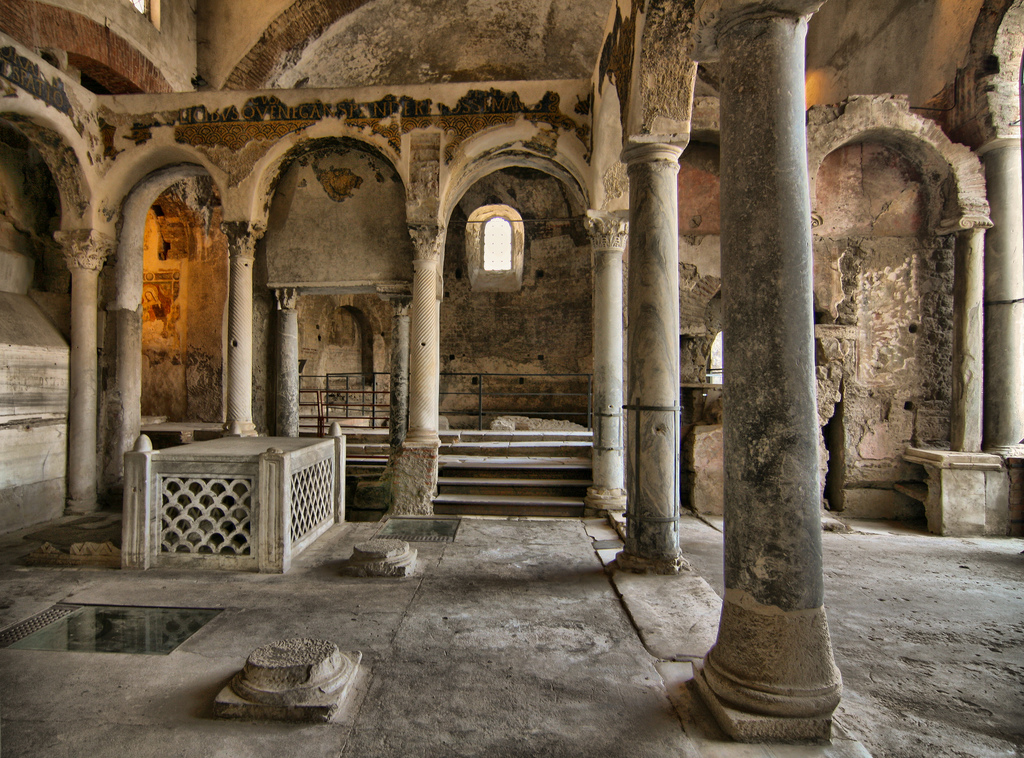
Basílicas paleocristianas de Cimitile
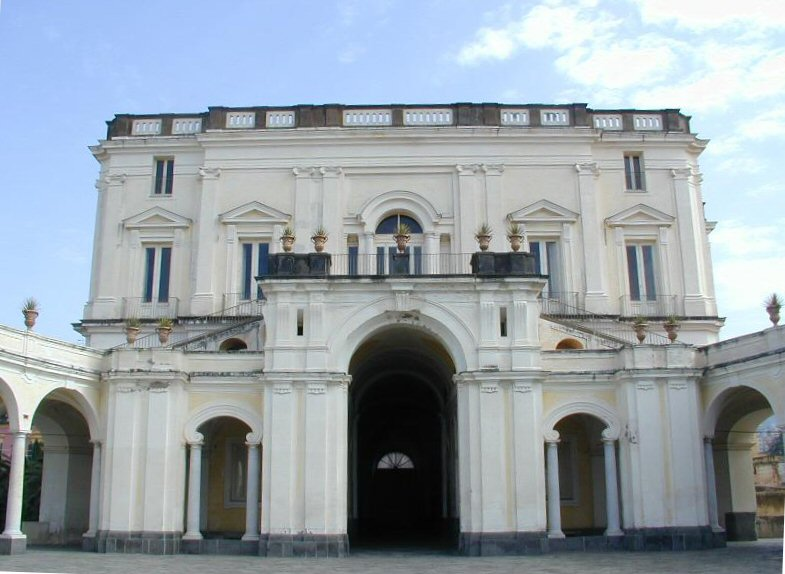
Villas del Miglio d'oro.

## Medios de transporte

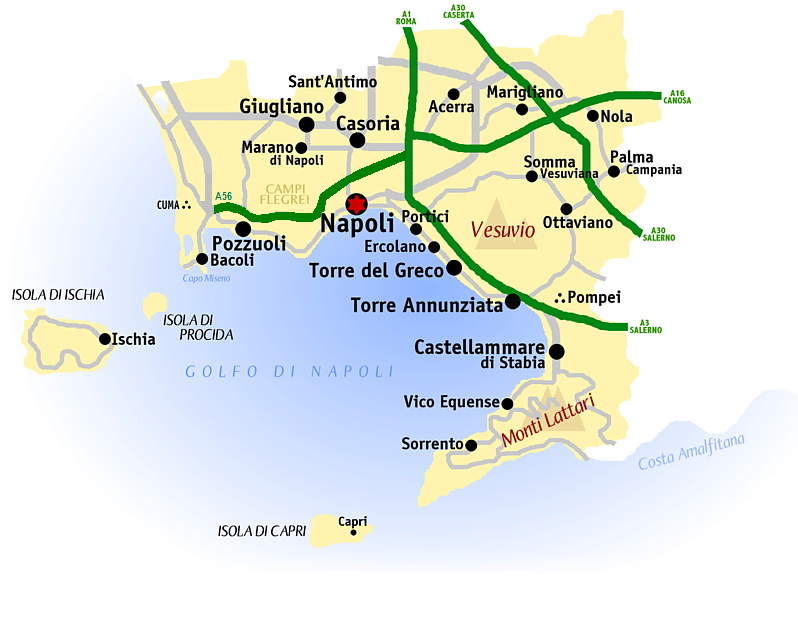
Carreteras principales de la Ciudad metropolitana.

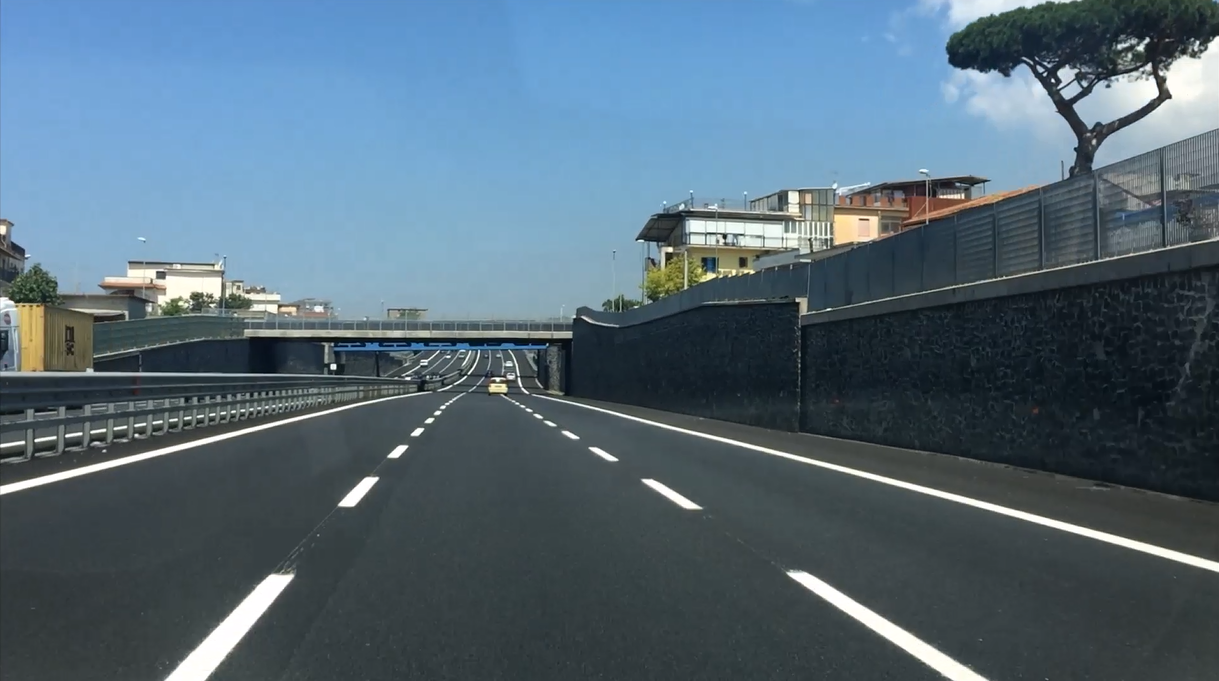
La A3 en las inmediaciones de la salida Torre Annunziata.

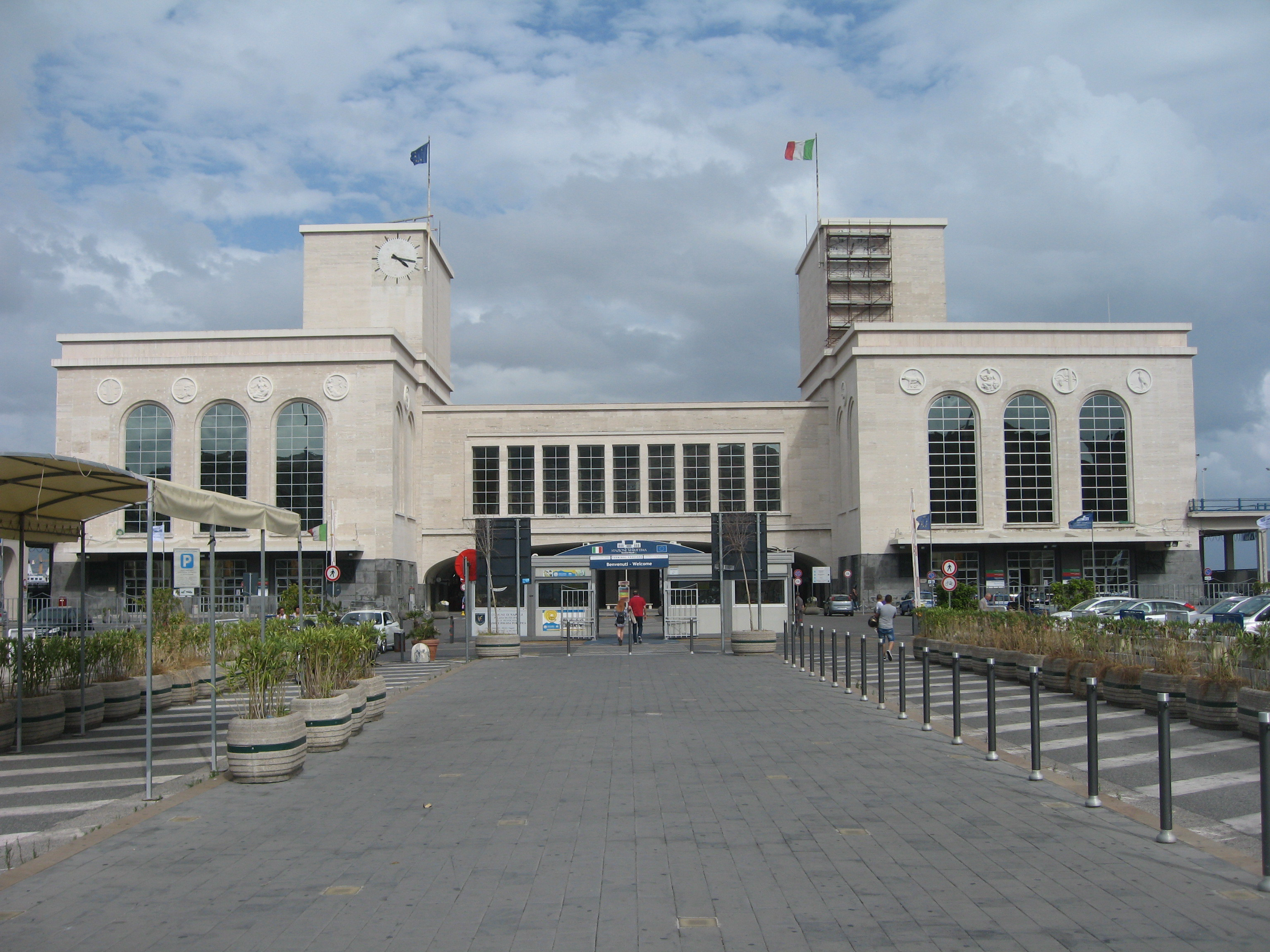
Estación Marítima de Nápoles.

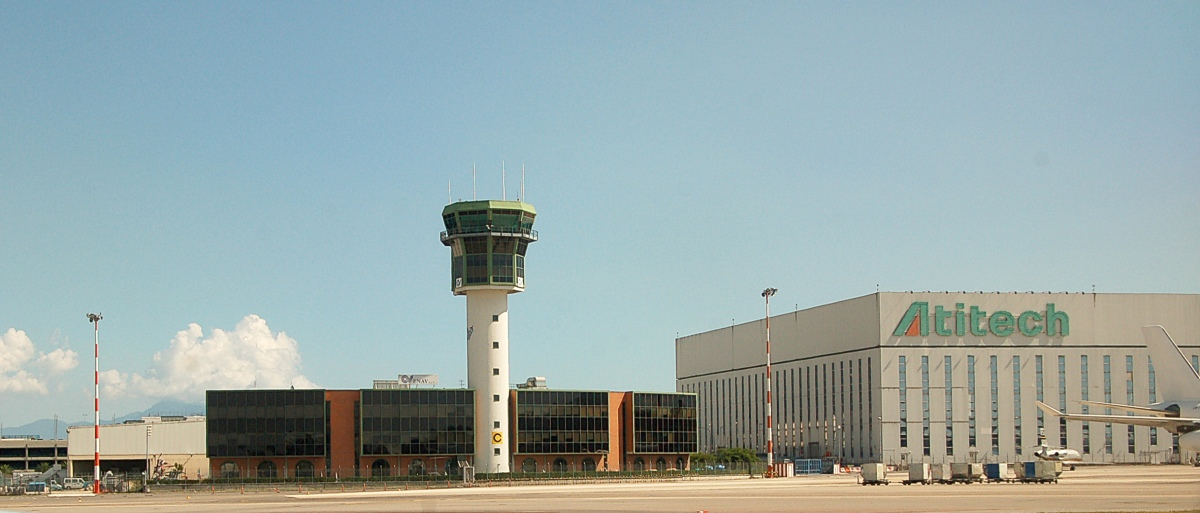
Aeropuerto de Nápoles-Capodichino.

### Carreteras

#### Autopistas
- Autostrada A1 Autostrada del Sole (Milán-Nápoles)
- Autostrada A3 (Nápoles-Salerno)
- Autostrada A16 Autostrada dei Due Mari (Nápoles-Canosa)
- Autostrada A30 (Caserta-Salerno)
- Autostrada A56 (Tangencial de Nápoles)

#### Carreteras extraurbanas principales
- SP 1 Circumvallazione Esterna di Napoli
- SS 7 bis Asse di Supporto Nola-Villa Literno
- SS 7 quater Via Domitiana
- SS 87 NC Nuova Sannitica
- SS 145 var Galleria di Pozzano
- SS 162 NC Asse Mediano
- SS 162 dir del Centro Direzionale
- SS 162 racc
- SS 268 del Vesuvio
- SP 500 Asse Perimetrale di Melito-Scampia
- Asse Viario Pigna-Soccavo-Pianura

#### Carreteras extraurbanas secundarias
- SS 18 Tirrena Inferiore
- SS 145 Sorrentina
- SS 163 Amalfitana
- SS 366 di Agerola
- SS 367 Nolana Sarnese
- SS 403 del Vallo di Lauro
- SS 686 di Quarto

### Tren

#### Líneas ferroviarias nacionales
La terminal de ferrocarril más importante de la Ciudad metropolitana y de todo el Mezzogiorno es la estación de Nápoles Central, a la que en 2017 se añadió la estación de Nápoles Afragola. Las principales vías férreas que atraviesan la Ciudad metropolitana son: la línea de alta velocidad Roma-Nápoles, la línea de alta capacidad Nápoles-Salerno, la Roma-Cassino-Nápoles, la Roma-Formia-Nápoles, la Nápoles-Foggia y el Ferrocarril Tirrenica-Meridionale.

#### Transportes locales
El territorio de la Ciudad metropolitana cuenta con el metro y las cuatro funiculares de Nápoles, con los servicios metropolitanos y regionales gestionados por Trenitalia (en virtud del contrato de servicio celebrado con la Región Campania), y con la amplia red ferroviaria del Ente Autonomo Volturno, holding regional que gestiona: ferrocarril Circumvesuviana, ferrocarril Cumana, ferrocarril Circumflegrea, la línea Nápoles-Giugliano-Aversa y el teleférico del Monte Faito.

### Puertos
El puerto principal de la Ciudad metropolitana es el puerto de Nápoles. Otros puertos son los de Torre del Greco, Torre Annunziata, Castellammare di Stabia, los puertos turísticos de Bacoli, Pozzuoli, Sorrento y del archipiélago napolitano.

### Aeropuertos
El aeropuerto de Nápoles-Capodichino está localizado en el distrito Capodichino de Nápoles, no lejos del centro de la ciudad, y parcialmente en el municipio de Casoria.